# Transport ferroviaire en Israël
Plan

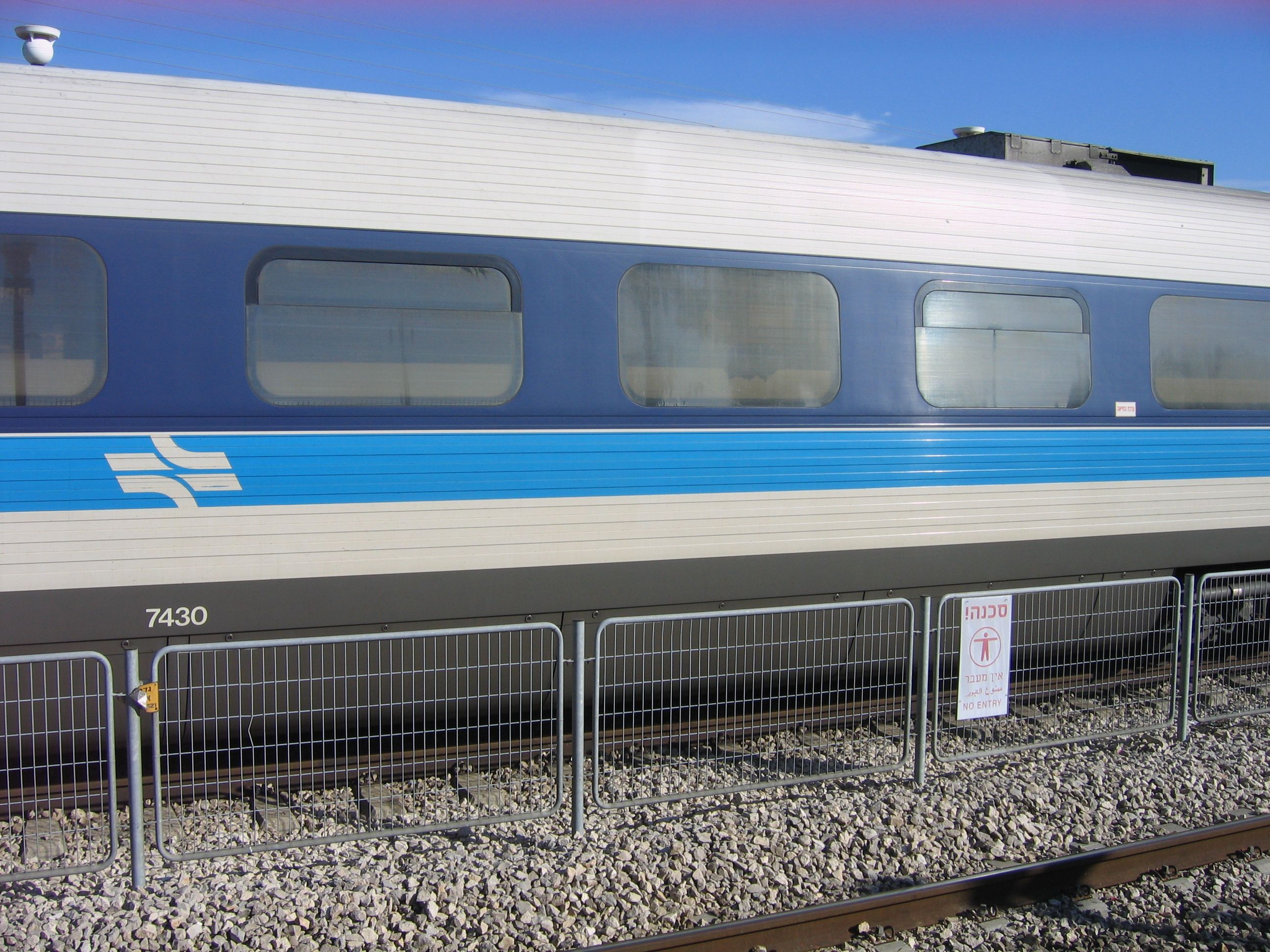
Logo d'Israël Railways sur une voiture passagers

En Israël, le transport ferroviaire est principalement assuré par les Chemins de fer israéliens, l'entreprise publique qui exploite les lignes voyageurs interurbaines et suburbaines ainsi que les services de fret du pays. Le réseau à voie normale est essentiellement développé le long de la côte méditerranéenne et est centrée sur la ville de Tel Aviv-Jaffa. Contrairement aux véhicules routiers, les trains circulent à gauche en Israël.

## Le réseau ferré israélien
Le réseau ferré israélien, centré sur la gare de Tel Aviv HaHagana, comprend deux lignes longeant la côte depuis la deuxième ville du pays : l'une en direction du nord vers Haïfa et Nahariya, l'autre vers le sud en direction d'Ashkelon, avec une antenne vers Rishon LeZion. Le prolongement de la ligne d'Ashkelon à Ashdod a été ouvert en avril 2005.
Une autre ligne se dirige également vers le nord à Kfar Saba, atteinte avec un prolongement ouvert le 2 septembre 2006. 
Une quatrième relie Tel Aviv à Beersheba, avec une antenne dans le nord de Beersheba vers Dimona, ouverte le 17 décembre 2005. Un projet prévoit de prolonger cette antenne jusqu'au port d'Eilat sur la Mer Rouge.
En octobre 2004, une nouvelle ligne reliant Tel Aviv au terminal 3 de l'Aéroport international David-Ben-Gourion a été mise en service. Cette ligne a été prolongée à Modiin en septembre 2007.
Le trafic sur la ligne de Jaffa à Jerusalem (en), ouverte en 1892, a été interrompu en 1998 en raison du mauvais état de la ligne. Cependant, elle a été récemment reconstruite et rénovée. La section de cette ligne entre Tel Aviv et Bet Shemesh a rouvert en septembre 2003, tandis que la section restante a ouvert en avril 2005, en même temps que la nouvelle gare de Jérusalem Malha dans le sud de la ville qui remplace l'ancienne gare de Jérusalem construite au XIXe siècle.

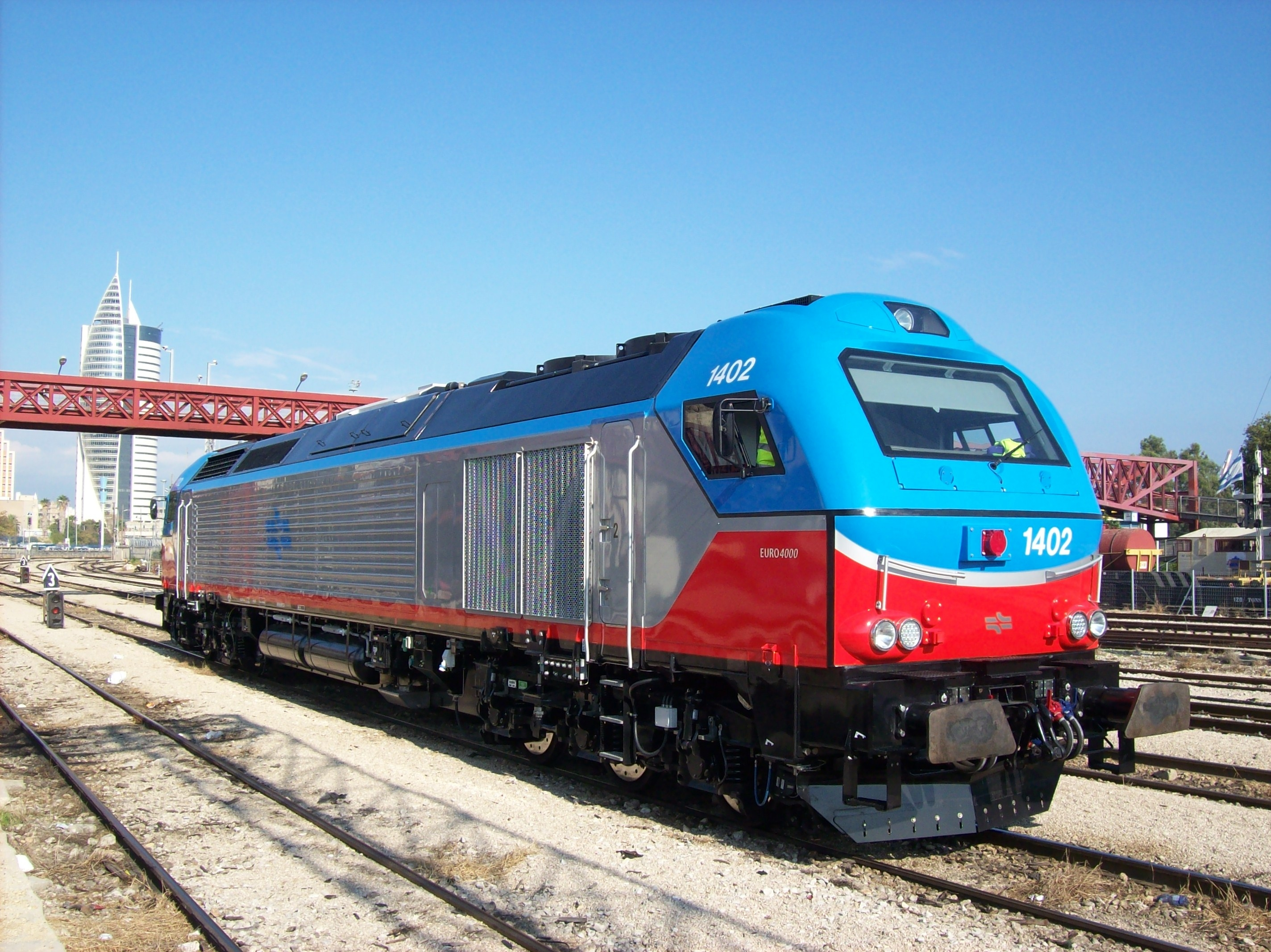
Locomotive diesel électrique modèle Euro 4000 de la firme Vossloh à la gare d'Haifa

De plus, une seconde ligne abusivement qualifiée de liaison à grande vitesse, la ligne de chemin de fer Tel Aviv–Jérusalem, a été construite au nord de la première ligne. Celle-ci, difficile à construire, est électrifiée et utilise un viaduc et plusieurs longs tunnels pour permettre le passage à plus grande vitesse des trains depuis la côte à la région montagneuse de Jérusalem. Dans un premier temps, elle atteint la nouvelle gare souterraine de Binyanei HaUma nommée Yitzhak Navon, située sous la gare routière centrale de Jérusalem. Dans un deuxième temps, elle pourrait être prolongée de façon à être reliée à la ligne historique. Le trajet de Tel Aviv à Jérusalem prendra 32 minutes. La ligne nouvelle est terminée depuis décembre 2019.
Le matériel roulant (locomotives diesel électriques, voitures passagers) est fourni par les entreprises Siemens (Allemagne), Alstom (France), General Motors (USA), Bombardier (Canada), Vossloh (Espagne).

## Lignes voyageurs
Le réseau voyageurs est organisé en neuf lignes, dont sept passent par Tel Aviv :
- Nahariya – Haïfa – Tel Aviv-Jaffa – Beersheba
- Nahariya – Haïfa – Tel Aviv-Jaffa – Aéroport international David-Ben-Gourion – Modiin
- Kiryat Motzkin – Haïfa
- Binyamina – Tel Aviv-Jaffa – Ashkelon
- Kfar Saba – Tel Aviv-Jaffa – Rishon LeZion
- Tel Aviv-Jaffa – Jérusalem
- Tel Aviv-Jaffa – Beersheba
- Beersheba – Dimona
- Tel Aviv-Jaffa – Aéroport international David-Ben-Gourion – Modiin

## Transports en commun ferroviaires
Deux projets de réseau de transports en commun ferroviaire ont vu le jour : le tramway de Jérusalem dont la première ligne fonctionne du mont Herzl à Pisgat Ze'ev, il fonctionne depuis 2017, des extensions sont en constructions en 2019 et le métro de Tel Aviv qui est en construction depuis 2017 et dont les travaux progressent vite. 
On peut également citer la ville de Haïfa qui dispose d'un BHNS appelé "Metronit". Ce système fait fonctionner 3 lignes et compte 143 stations.

## Traduction
- (en) Cet article est partiellement ou en totalité issu de l’article de Wikipédia en anglais intitulé « Israel Railways » (voir la liste des auteurs).